# Bergtunga
Bergtunga (Microstomus kitt) är en fisk i ordningen plattfiskar. Den kallas även bergskädda.

## Utseende
Bergtungan har en tämligen långsträckt kropp med litet huvud. Sidorna är helt släta. Ögonsidan är rödbrun till mörkbrun samt svagt flammig i ljusare och mörkare nyanser. Blindsidan är vit. Den kan ofta vara en aning slemmig. Bergtungan kan väga upp mot 2 kilogram och bli 60 centimeter lång, men blir sällan över 40 centimeter lång och 10 år gammal. Sidolinjen gör en liten böjning uppåt över bröstfenan men är för övrigt rak.

## Vanor
Den lever på sand-, grus- eller klippbotten på ned till 200 meters djup.
Dess föda består av ledsnäckor, kräftdjur, borstmaskar, musslor och ormstjärnor.

## Fortplantning
Bergtungan leker under vår och sommar. Honan lägger upp till 200 000 ägg. Dessa kläcks efter omkring en vecka. Larverna är till en början pelagiska och simmar som vanliga fiskar med buken neråt, men vid en längd av omkring 1,5–2 centimeter börjar vänstra ögat vandra åt höger, och de börjar simma med vänsta sidan neråt. Strax därefter söker de sig till botten på tämligen djupt vatten. Bergtungan blir könsmogen vid 3–6 års ålder.

## Utbredning
Bergtungan lever från Portugal längs Atlantkusten över Brittiska öarna till Färöarna, runt Island och längs Norges kust upp till Barents hav. Går in i Öresund.

## Kommersiell användning
En god matfisk som framför allt tas med trål. Fisket uppgår till 20 000 ton årligen i Europa.